# Cassena aurensis
Cassena aurensis es un coleóptero de la familia Chrysomelidae.
Fue descrita científicamente por primera vez en 1886 por Jacoby.